# 36 Quai des Orfèvres
36 Quai des Orfèvres è un film del 2004 diretto da Olivier Marchal.
Il nome del film è dato dall'indirizzo della sede storica del comando della polizia giudiziaria a Parigi e trae spunto da fatti realmente accaduti intorno alla metà degli anni '80.
La pellicola è stata candidata a 8 Premi César nel 2005 (tra cui miglior film, regia e attore protagonista), senza tuttavia riuscire a vincerne alcuno.

## Trama
Robert Mancini, capo della polizia giudiziaria di Parigi, deve lasciare il suo posto per assumere la più importante posizione di direttore generale. Non volendo «lasciare la merda sotto i tappeti», a titolo di regalo di commiato, chiede ai suoi l'arresto di una feroce gang specializzata in rapine di furgoni portavalori, che da mesi imperversa nella capitale francese. Tra i suoi due sottocapi, Léo Vrinks della sezione antirapina e Denis Klein dell'antibanditismo, inizia allora una lotta senza esclusione di colpi per la conquista della poltrona vuota, in premio a chi centrerà il colpo richiesto.
Nella corsa alla successione Vrinks si fa raggirare da Silien, un informatore che, in licenza dal carcere, commette un omicidio sotto i suoi occhi, assicurandosi l'impunità grazie ad informazioni preziosissime sulla gang imprendibile. Vrinks accetta il diabolico compromesso, ignaro del fatto che una prostituta l'ha visto insieme all'assassino sul luogo del delitto. L'uomo prepara meticolosamente la cattura della banda ricercata, ma vede sfumare tutto per colpa di un intervento intempestivo di Klein, frustrato e ubriaco, cui fa seguito, oltre alla fuga dei malviventi, l'uccisione dell'apprezzatissimo agente Eddy.
Nelle settimane successive, la banda è comunque annientata, ma Vrinks non ne beneficia perché Klein, intento a difendersi nell'indagine interna che lo riguarda, raccoglie la testimonianza della prostituta che incastra proprio colui che Mancini voleva come suo successore. In seguito la moglie di Vrinks, non ascoltando le raccomandazioni del marito ormai in carcere, si mette in contatto con Silien, l'assassino latitante all'origine delle loro sventure. La donna spera di averne un aiuto per scagionare il marito, ma quando fa salire l'uomo sulla sua auto, viene braccata da Klein, che in maniera spietata la butta fuori strada, in un incidente che uccide entrambi gli occupanti.
Dopo sette anni, Vrinks esce di prigione e, ancor prima di rivedere la figlia, pensa a come sistemare il suo passato. I vecchi componenti della sua squadra sono stati tutti estromessi o se ne sono andati per non restare sottoposti a Klein. Quelli coinvolti nell'incidente che ha visto la morte di sua moglie, invece, hanno avuto destini più strani. Questo perché Klein ha dovuto coprire un'altra terribile nefandezza: la moglie di Vrinks, infatti, non figurava ufficialmente morta a causa dell'incidente, bensì per un colpo di pistola infertole da Silien. Ma in realtà a sparare il colpo sulla donna moribonda fu lo stesso Klein, per esimersi dalle colpe di quello strano incidente stradale.
Intanto un vecchio componente della squadra di Vrinks, Titi, ora buttafuori di una discoteca, a seguito di un battibecco avuto durante l'incontro con Vrinks, viene aggredito da alcuni avventori. Quando questi lo disarmano, scoprono un coltello appartenuto ad uno di loro, brutalmente picchiato, sequestrato e abbandonato nudo in un bosco anni prima, proprio su ordine di Vrinks, per vendicare il pestaggio di una prostituta, sua informatrice ed amica. Titi viene così picchiato e lasciato in fin di vita, venendo risparmiato solo dopo aver rivelato il nome del capo che ordinò quel pestaggio anni prima.
Vrinks si presenta all'annuale serata di gala nella sede della polizia riuscendo a cogliere Klein appartato ed indifeso. Potrebbe ucciderlo ma, capendo lo stato miserevole in cui si trova quell'uomo, sì potente ma roso da rimorsi e sensi di colpa, gli lascia la pistola affinché si suicidi. Klein, ferito nell'orgoglio segue e insulta Vrinks fino in strada, venendo lì affiancato da una moto con un killer, che lo fredda a bruciapelo. Erano gli uomini della banda che ha pestato Titi, il quale, in fin di vita, non ha dato loro il nome del suo capo, ma quello di Klein, come responsabile dell'antico affronto. Giustizia è così fatta.

## Produzione
Girato ed ambientato a Parigi, il film prende il titolo dall'indirizzo della sede della polizia della capitale, posta lungo la Senna. Il film è dedicato alla memoria del comandante di polizia Christian Caron (vecchio collega del regista Olivier Marchal, ex poliziotto), ucciso in servizio nell'agosto del 1989.

### Cast
Il regista Olivier Marchal compare in un cameo nei panni di Christo, mentre sua moglie Catherine Marchal interpreta la poliziotta Eve Verhagen. La vera figlia di Daniel Auteuil, Aurore, interpreta inoltre Lola, la figlia di Léo Vrinks, nel periodo in cui ha diciassette anni.

## Colonna sonora
La canzone utilizzata sui titoli di coda è Don't Bring Me Down di Sia, contenuta nell'album Colour the Small One del 2004.

## Riconoscimenti
- 2004 - Courmayeur Noir in festival
  - Premio del pubblico